# Giáo hoàng đối lập Ursicinus
Ursicinus, cũng được biết đến như là Ursinus, người đã được lựa chọn làm Giáo hoàng trong một cuộc cạnh tranh khốc liệt vào năm 366 như là một đối thủ của Giáo hoàng Đamasô I. Ông đã cai trị tại Rôma trong một vài tháng giữa năm 366 – 367 và sau đó đã tuyên bố công khai là một giáo hoàng đối lập, ông qua đời sau năm 381.
Giáo hoàng Liberius đã bị trục xuất vào năm 355, kết quả của việc bất đồng quan điểm với hoàng đế Constantinus II về thái độ với giáo phái Arianism. Ngụy Giáo hoàng Felix II đã được áp đặt là người kế nhiệm của ông. Sau khi hoàng đế băng hà, Liberius đã quay trở lại và Felix đã bị trục xuất khỏi Rôma.
Liberius qua đời ngày 24 tháng 9 năm 366. Chúng ta cần lưu ý rằng: vào thời kỳ giáo hội sơ khai, vị tân Giám mục của Rôma đã được lựa chọn theo cách thức thông thường như các giáo phận khác. Nghĩa là các giáo sĩ cùng với giáo dân trong giáo phận ấy sẽ bầu cử hoặc lựa chọn vị tân Giám mục trong sự chứng kiến của các Giám mục khác trong tổng giáo phận đó. Đây là một cách thức đơn giản trong một cộng đồng Kitô giáo nhỏ, những cộng đồng đang phải đương đầu với những cuộc bách hại.
Tuy nhiên, Giáo đoàn Kitô giáo ở Rôma ngày càng lớn mạnh và việc tán thành một vị tân Giám mục đầy bất đồng. Những ứng cử viên đối lập và chắc chắn sự bất đồng giữa những ứng viên quý tộc và ứng viên bình dân đã làm đảo lộn các cuộc bầu cử Giám mục. Vào cùng thời gian đó, các hoàng để của thế kỷ IV đã yêu cầu để được xác nhận một vị tân Giáo hoàng.
Nhóm người tầng lớp trên của Felix đã ủng hộ cuộc bầu cử Damasus, nhưng một nhóm đối lập với Liberius, bao gồm một số phó tế và những người thế tục đã ủng hộ Ursicius; cuộc bầu cử của cả hai đã diễn ra cùng một thời điểm giữa một bầu không khí náo loạn. Những nhóm đối địch đã đụng độ vào tháng Mười. Cuộc đụng độ này đã dẫn đến bạo lực và đổ máu, hai đơn vị praefecti của thành phố đã được điều đến để vãn hồi trật tự, sau trở ngại đầu tiên, khi họ đang tiến vào vùng ngoại ô thì một vụ thảm sát đã xảy ra làm cho 137 người chết trong thánh đường Sicinius (như được trích dẫn trong Ammianus Marcellinus), tổng trấn đã đày Ursicinus tới xứ Gaul. Đến năm 367 thì Hoàng đế Valentinian cho Ursinus trở về lại Roma, nhưng lại gây ra những nổi loạn khác nên Ursinus lại bị trục xuất khỏi Roma.
Các sử gia của Giáo hội như Jerome và Rufinus trong phần viết về Damasus đã kể tới một hội nghị tôn giáo vào năm 378, Ursicinus đã tìm cách lên án Damasus. Những người ủng hộ Ursicinus tìm cách đưa Damasus ra toà về một tội phạm – có lẽ tội dâm dục và Damasus đã phải thanh minh trước toà dân sự cũng như trước một thượng hội đồng của Giáo hội.
Theo Ambrose (Epistle iv) thì Ursicinus là một trong những người theo giáo phái Arian ở Milan.